# Guerra de los Remensas

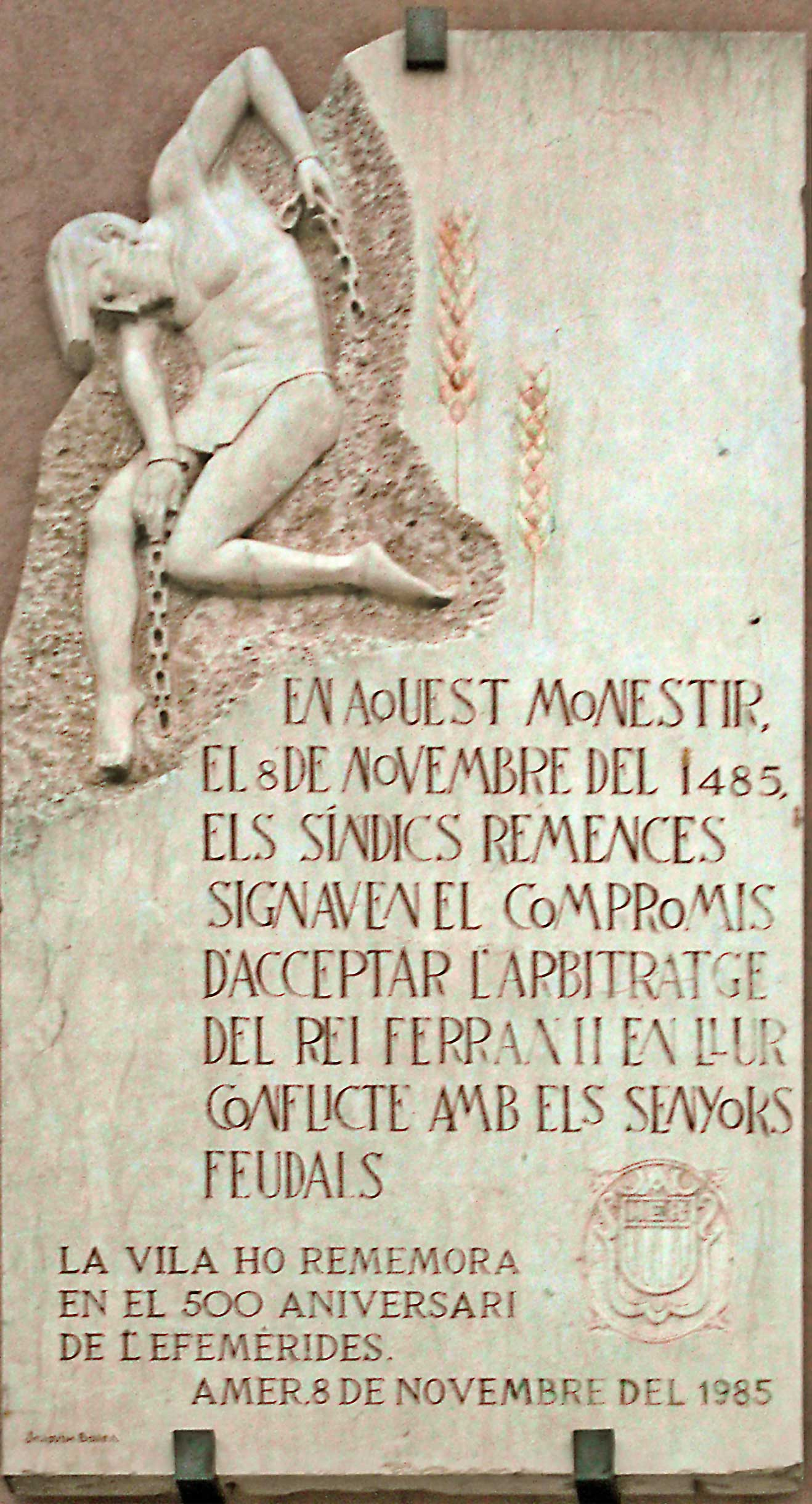
Gedenksteen in het klooster van Amer (Gerona), ter herinnering aan het optreden van koning Ferdinand II van Aragón, aldaar in 1486

De Guerra de los Remensas was een volksopstand gericht tegen de onderdrukking door feodale landheren, die begon in Catalonië in 1460 en een tiental jaren later onbeslist eindigde. Ferdinand II van Aragón maakte in 1482 een eind aan het conflict met de Uitspraak van Guadelupe.

## Voorgeschiedenis
Aan het begin van de 14e eeuw deed zich in de Catalaanse steden een bevolkingsgroei voor. Deze werd veroorzaakt door enerzijds de pest en anderzijds de expansie van het koninkrijk van Aragón. De groei van de steden maakten dat het platteland leegliep. De landadel probeerde met alle macht de bevolking aan de grond te binden en tegelijkertijd breidden zij hun feodale rechten nog verder uit. In feite was de horigheid een volledige vorm van slavernij.
De meeste steun kreeg de opstand uit de lagere, armste regionen. Degenen die wat meer bezaten, vooral afkomstig uit de vlakte van Vic, Ampurdán en Vallès zochten steun bij de koning en vroegen deze om steun tegen het machtsmisbruik van de feodale adel. De monarchie was zeker gebaat bij een medestander tegen de machtige adel. 
In het midden van de 15e eeuw stond Alfons V van Aragón de bevolking toe om zich in raden te verenigen. Tevens waren zij niet langer totaal afhankelijk van hun landheren, en de koning stelde paal en perk aan het uitbuiting van de horigen. De bisschop van Gerona koos toen partij voor de landadel en dwong Alfons met hulp van de Catalaanse Generalidad, die gevormd werd door deze adel, pas op de plaats te maken. 

## Eerste Guerra de los Remensas
De opvolger van Alfonso, Johan II van Aragón, zocht de hulp van de boeren en landwerkers op in de strijd tegen de adel. In mei 1461 spraken de boeren zich uit voor steun aan de koning. 
De eerste Guerra de los Remensas ontbrandde in 1462 en valt samen met de Catalaanse Burgeroorlog van 1462-1472. De boeren vochten onder leiding van Francesc de Verntallat in de bergen, de koning koos de kust van de Middellandse Zee als strijdterrein. Na tien jaar won Johan II de strijd tegen de adel, maar de horigheid werd destijds daardoor niet afgeschaft.

## Tweede Guerra de los Remensas
Een tweede opstand deed zich voor in 1484 toen bleek dat ondanks de strijd die voorheen was gevoerd, er zich weinig veranderingen hadden voorgedaan.
In 1486 probeerde Ferdinand II van Aragón een eind te maken aan het conflict door een bindende uitspraak te doen over de horigheid (in het Spaans: Sentencia de Guadalupe, in het Nederlands Uitspraak van Guadelupe). Boeren en landbouwers waren volgens deze uitspraak niet langer vanzelfsprekend eigendom van de landeigenaren, maar konden ingehuurd worden tegen betaling. Zo bereikten de boeren in deze streek van Spanje een recht dat een groot deel van Europese bevolking zich pas veel later wist te verwerven, hetgeen volgens sommige de oorzaak is van een economische voorsprong van Catalonië. Daarmee begon een nieuw tijdperk in de geschiedenis van Catalonië, waarbij de landbouw welvarend werd. 
Het woord reemença is afkomstig uit het Catalaans en betekent afkoopsom, de som die nodig was om zich los te kopen van de landheer. 